# 紫溪乡 (铅山县)
紫溪乡，是中华人民共和国江西省上饶市铅山县下辖的一个乡镇级行政单位。

## 行政区划
紫溪乡下辖以下地区：
紫溪街社区、火星村、柏畈村、红星村、铺前村、坑口村、文山村、汪源村和紫溪村。